# Philip Fitzgerald
Pour les articles homonymes, voir Fitzgerald.
Pas d'image ? Cliquez ici

a Compétitions nationales et continentales officielles uniquement.

b Matchs officiels uniquement.
Dernière mise à jour le 16 novembre 2021.
Philip Fitzgerald (dit Fitzy) est un ancien joueur de rugby à XV écossais, né le 11 mars 1977 à Stirling (Écosse), qui évoluait au poste de talonneur (1,84 m pour 100 kg). Il est aujourd'hui avocat au barreau de Toulon. 

## Carrière
- 1995-1997 : Watsonians (Édimbourg)  Écosse
- Été 1997 : Manly (Sydney)  Australie
- 1997-1998 : RC Toulon  France
- 1998-1999 : Boroughmuir (Édimbourg)  Écosse
- 1999-2010 : RC Toulon  France

## Palmarès

### En club
- Finaliste du Challenge européen : 2010
- Champion de France de Pro D2 : 2005, 2008
  - Finaliste : 2001
- Coupe Frantz Reichel: 1998

### En équipe nationale
- International Écossais A en 2008
- International Écossais Universitaire - Coupe du Monde Universitaire en 2000
- International Écossais - de 19 ans en 1996
- International Écossais Junior FIRA en 1996
- International Écossais Scolaire de 1993 à 1995

### Personnel
- Membre du XV écossais de l'année 2007 au poste de talonneur[1]